# هونگ چیا-چون
هونگ چیا-چون (انگلیسی: Hung Chia-chun؛ متولد ۲۸ ژوئن ۱۹۷۷) تکواندوکار تایوانی است. وی در مسابقات قهرمانی تکواندو جهان ۱۹۹۷ در هنگ‌کنگ، موفق به کسب مدال نقره در دسته سبک‌وزن شد.